# Boban Kracun
Boban Kracun (* 4. Dezember 1970) ist ein ehemaliger österreichischer Fußballspieler.

## Karriere
Kracun spielte ab der Saison 1986/87 für die Kampfmannschaft des Regionalligisten SCR Altach. Mit Altach stieg er 1991 in die 2. Division auf. Im Juli 1991 debütierte er dann gegen den Linzer ASK in der zweithöchsten Spielklasse. Bis Saisonende kam er zu 23 Einsätzen für die Altacher in der 2. Division, aus der er mit dem SCRA aber direkt wieder absteigen musste. Nach fünf Jahren Abwesenheit stieg er mit Altach 1997 ein zweites Mal in die zweite Liga auf. Nach neun weiteren Zweitligaeinsätzen beendete Kracun in der Winterpause der Saison 1997/98 seine Karriere.